# Cross (série de televisão)
Cross é uma série televisiva estadunidense de ação e suspense de 2024, baseada na série literária de romance policial Alex Cross, criada por James Patterson. A série é estrelada por Aldis Hodge e Isaiah Mustafa como os detetives Alex Cross e John Sampson do Departamento de Polícia do Distrito de Colúmbia e conta também com as atuações secundárias de Juanita Jennings, Alona Tal e Melody Hurd.
Cross narra o dilema vivido por Cross, um psicólogo forense e detetive do esquadrão de homicídios do Distrito de Colúmbia, que conta com o apoio de seu parceiro John Sampson na procura e detenção de alguns dos mais procurados e perigosos assassinos em série dos Estados Unidos. A dupla navega pelos perigos do submundo criminoso da cidade enquanto Cross tenta equilibrar sua vida profissional e pessoal e proteger sua própria família de ameaças e represálias. Além de Watkins, os produtores executivos da série são Craig Siebels, Nzingha Stewart, Sam Ernst, Jim Dunn e Dana Goldberg, dentre outros. Cross foi produzida através de parceria entre as companhias Blue Monday Productions, Skydance Television, Paramount Television Studios e Amazon MGM Studios.
A série teve sua filmagem principal em Hamilton, Ontário, Canadá e foi produzida e desenvolvida em um período de cerca de quatro anos antes de seu lançamento oficial. Após um sucesso de crítica e comercial consideráveis, Cross foi renovada para uma segunda temporada antes mesmo do lançamento da primeira temporada. A série teve sua estreia em 14 de novembro de 2024 através do serviço de streaming Amazon Prime Video e segue por oito episódios em sua primeira temporada.

## Premissa
Alex Cross, um detetive de polícia e psicológo forense de Washington, D.C., equilibra sua vida profissional arriscada com sua faceta de pai dedicado. Tomado por uma determinação obsessiva em revelar os segredos das mentes de criminosos e vítimas, Cross trabalha incansavelmente para descobrir a verdade de seus casos e fazer justiça. Lidando com depressão e oscilações de humor desde o assassinato de sua esposa, Cross considera pedir afastamento de suas funções. Entretanto, Cross se vê na investigação de um novo e profundo caso envolvendo o assassinato de um ativista do movimento Black Lives Matter.

## Elenco e personagens

### Principal
- Aldis Hodge como Alex Cross, um psicólogo forense e investigador criminal do Departamento de Polícia do Distrito de Colúmbia. Cross tenta conciliar sua vida profissional com os traumas após o assassinato brutal de sua esposa e a vida como chefe de família.[7][18]
- Isaiah Mustafa como Detetive John Sampson, um competente e dedicado detetive do Departamento de Polícia do Distrito de Colúmbia e parceiro de Cross na maioria de seus casos criminais.
- Juanita Jennings como Regina "Nana Mama" Cross, avó de Alex Cross e uma avó dedicada ao cuidado dos netos.
- Alona Tal como Kayla Craig, uma agente do FBI que oferece apoio a Cross na liberação de provas para suas investigações.[5]
- Samantha Walkes como Elle Monteiro, interesse romântico de Cross e líder de uma organização não-governamental atuante na cidade de Washington, D.C.[5]
- Caleb Elijah como Damon Cross, filho de Cross
- Melody Hurd como Janelle Cross, filha de Cross
- Jennifer Wigmore como Chefe Anderson, chefe do Departamento de Polícia do Distrito de Colúmbia e superior imediato de Cross.
- Eloise Mumford como Shannon Witmer, uma colecionadora de arte e contato virtual de Ramsey em uma plataforma de namoro virtual.
- Ryan Eggold como Ed Ramsey, um rico e influente membro da elite política de Washington, D.C. que guarda secretos perturbadores.

## Episódios
| N.º | Título                                     | Dirigido por    | Escrito por                 | Lançamento             |
| --- | ------------------------------------------ | --------------- | --------------------------- | ---------------------- |
| 1 | "Hero Complex" "Complexo de Herói"         | Nzingha Stewart | Ben Watkins                 | 14 de novembro de 2024 |
| O detetive e investigador forense Alex Cross é encarregado de investigar o assassino do ativista Emir Goodspeed, ligado ao movimento Black Lives Matter. Encontrado dentro de seu carro com a cabeça raspada, o caso de Goodspeed intriga a cidade de Washington, D.C. O relatório inicial aponta para uma overdose de drogas, mas as investigações levam a uma verdade ainda mais complexa e profunda. Após descobrir que a vítima havia ingerido carne de porco mesmo sendo de crença islâmica, Cross conclui que se trata de um assassinato. Cross apresenta as provas coletadas à sua superior, Chefe Anderson, e prossegue as investigações. |                                            |                 |                             |                        |
| 2 | "Ride the White Horsey" "Cavalinho Branco" | Nzingha Stewart | Aiyana White                | 14 de novembro de 2024 |
| O assassinato de Emir Goodspeed inicia uma onda de protestos em Washington, D.C. John alerta a Alex para juntar pistas e se preparar para investigar novos desdobramentos do caso sobre as mortes de Emir e Tavio. O aparelho celular de Tavio, que estava possivelmente presente na cena do crime quando foi atingido por um tiro, desapareceu. Cross descobre que Vanessa, namorada de Tavio e mãe de seu filho, roubou o celular. Vanessa busca vingança com as próprias mãos por não acreditar na eficiência da justiça e na honestidade dos policiais. Enquanto isso, o estrategista político Ed Ramsey se aproxima da entusiasta de história da arte Shannon Witmer, a quem ele considera parecida com Aileen Wuornos. |                                            |                 |                             |                        |
| 3 | "The Good Book" "O Livro Sagrado"          | Craig Siebels   | Ron McCants Sam Ernst       | 14 de novembro de 2024 |
| Alex Cross tenta conseguir um mandato de busca e apreensão para acessar o apartamento na Rua Price que pertence a Ed Ramsey. O juiz inicialmente rejeita a solicitação de Cross, alegando provas insuficientes que justifiquem uma investigação mais profunda. O juiz acaba cedendo e concorda em permitir a continuidade do caso pós a insistência de Cross. Enquanto isso, Witmer desperta amarrada em um porão e de frente a uma câmera. Witmer é obrigada a participar dos jogos psicológicos de Ramsey e tem seu rosto coberto por uma máscara de terror em meio a um ritual ocultista. Cross lidera uma equipe de busca em uma casa ligada ao assassinato de Goodspeed. O suspeito consegue fugir antes de ser confrontado pela polícia, mas deixa para trás uma prova que conecta os crimes a um seleto grupo político da região. |                                            |                 |                             |                        |
| 4 | "Masks" "Máscaras"                         | Craig Siebels   | Blaize Ali-Watkins Jim Dunn | 14 de novembro de 2024 |
| Cross avança nas investigações e está cada vez mais perto de Ramsey. Ramsey mantém Witmer sedada em um porão em uma de suas casas. Ramsey contrata pedreiros para instalar paredes a prova de som, preparando o ambiente para rituais ainda mais grotescos. Enquanto isso, a família de Cross recebe ameaças severas de uma figura misterioso ligada a Deirdre Nolan. Durante a investigação do caso, Cross descobre uma conexão impressionante: o diário de um assassino em série que narra métodos de tortura das vítimas. Cross percebe que até mesmo outros assassinos e criminosos estão entre citados nas páginas do documento. O diário se torna uma peça vital nas investigações sobre o paradeiro de Witmer. Cross estuda o diário e descobre que se tratam de onze encontros já ocorridos e mais um marcado e nunca realizado. Sampson sugere que o diário está ligado ao caso de Witmer e ao uso de aplicativos de encontros. A dupla chega até o e-Fling, um aplicativo de namoro que permite que o usuário marque encontros com perfis de diversas orientações. Cross tenta analisar e rastrear os perfis e conversas mantidos por Goodspeed e Witmer. |                                            |                 |                             |                        |